# Вторые Ульдючины
Вторые Ульдючи́ны (калм. Хойрдгч Үлдчнр) — посёлок в Приютненском районе Калмыкии, входит в состав Ульдючинского сельского муниципального образования.
Посёлок возник при железнодорожной станции Ульдючины, открытой в 1967 году
Население - 27 (2012)

## История
Посёлок Вторые Ульдючины возник при железнодорожной станции Ульдючины, открытой в 1967 году.
В 1969 году при станции открыт фельдшерский пункт.

## Физико-географическая характеристика
Посёлок расположен на севере центральной части Кумо-Манычской низменности, в востоку от урочища лиман Большая Киндя. Рельеф местности равнинный, осложённый формами мезо- и микрорельефа (курганы, бугорки, западины, ложбины). Почвенный покров формируют светло-каштановые солонцеватые и солончаковые почвы и солонцы (автоморфные)
По автомобильным дорогам расстояние до столицы Калмыкии города Элиста составляет 51 км, до районного центра села Приютное - 26 км, до административного центра сельского поселения посёлка Ульдючины - 5,8 км.
Как и для всего Приютненского района для Вторых Ульдючин характерен умеренный континентальный климат (согласно классификации климатов Кёппена  — Dfa), с жарким и засушливым летом и относительно холодной и малоснежной зимой.
Часовой пояс
Вторые Ульдючины, как и вся Республика Калмыкия, находится в часовой зоне МСК (московское время). Смещение применяемого времени относительно UTC составляет +3:00.

## Население
| 2002 | 2010 | 2011 | 2012 |
| ---- | ---- | ---- | ---- |
| 65   | ↘33  | →33  | ↘27  |

Национальный состав
Согласно результатам переписи 2002 года большинство населения посёлка составляли русские (41 %)
| Национальность | Численность (2010) | Процент |
| -------------- | ------------------ | ------- |
| Русские        | 14                 | 42,4%   |
| Калмыки        | 7                  | 21,2%   |
| Белорусы       | 6                  | 18,2%   |
| Даргинцы       | 3                  | 9,1%    |
| Чеченцы        | 3                  | 9,1%    |
| Всего          | 33                 | 100%    |